# Congrès du travail du Canada
Pour les articles homonymes, voir CTC et CLC.
Le Congrès du travail du Canada, ou CTC, (en anglais, Canadian Labour Congress, ou CLC) est une centrale syndicale canadienne qui regroupe des sections locales de syndicats nationaux et internationaux, des conseils du travail et des fédérations du travail établis au Canada. Avec près de 3.3 millions de membres, c'est le plus important regroupement syndical au Canada. Le Congrès fédère les plus grands syndicats pancanadiens avec 12 fédérations provinciales et territoriales et 137 conseils du travail. Il exerce une fonction similaire à celle de l'AFL-CIO aux États-Unis.
Le Congrès est le résultat de la fusion entre le Congrès des métiers et du travail du Canada et du Congrès canadien du travail le 23 avril 1956. En 1961, le Congrès du travail du Canada crée des liens structuraux avec le Parti social démocratique du Canada (CCF). De cette union, l'actuel Nouveau parti démocratique voit le jour. Le CTC entretient encore des liens d'affiliation avec le NPD et bénéficie d'une représentation particulière au sein du parti[réf. nécessaire]. Le siège national du CTC se trouve à Ottawa en Ontario. Hassan Yussuff est le président du CTC depuis mai 2014. Le CTC est membre de la Confédération syndicale internationale (CSI).

## Histoire
La fusion entre le Congrès des métiers et du travail du Canada (CMTC) et du Congrès canadien du travail (CCT) entraine la création du CTC le 23 avril 1956. À l’époque, il s’agit des deux plus importantes organisations syndicales du Canada. Le CMTC représentait des travailleurs dans un même corps de métier tandis que le CCT représentait tous les employés au sein d’un même milieu de travail. 

## Fédérations provinciales
| Province                | fédération                                                        |
| ----------------------- | ----------------------------------------------------------------- |
| Alberta                 | Fédération du travail de l'Alberta                                |
| Colombie-Britannique    | Fédération du travail de la Colombie-Britannique                  |
| Île-du-Prince-Édouard   | Fédération du travail de l’Île-du-Prince-Édouard                  |
| Manitoba                | Fédération du travail du Manitoba                                 |
| Nouveau-Brunswick       | Fédération des travailleuses et travailleurs du Nouveau-Brunswick |
| Nouvelle-Écosse         | Fédération du travail de la Nouvelle-Écosse                       |
| Ontario                 | Fédération du travail de l'Ontario                                |
| Québec                  | Fédération des travailleurs et travailleuses du Québec            |
| Saskatchewan            | Fédération du travail de la Saskatchewan                          |
| Terre-Neuve-et-Labrador | Fédération du travail de Terre-Neuve et du Labrador:              |

### Syndicats affiliés
- Alliance des artistes canadiens du cinéma, de la télévision et de la radio (ACTRA)
- Alliance de la Fonction publique du Canada (AFPC)
- Alliance internationale des employés de scène de théâtre, techniciens de l’image, artistes et métiers connexes des États-Unis, ses Territoires et du Canada (AIEST)
- Association canadienne des maîtres de poste et adjoints (ACMPA)
- Association des employés commerciaux et techniques, section locale 1725 (AECT)
- Association des enseignantes et des enseignants catholiques anglo-ontariens (AECAO)
- Association internationale des débardeurs (AID)
- Association internationale des machinistes et des travailleurs et travailleuses de l'aérospatiale (AIMTA)
- Association internationale des pompiers (AIP)
- Association internationale des poseurs d'isolant et des métiers connexes (AIPIMC)
- Association internationale des travailleurs de métal en feuille, aériens, ferroviaires et des transports (SMART)
- Association Internationale des travailleurs en pont, en fer structural, ornemental et d’armature (ABSORIW)
- Association des pilotes d’Air Canada (APAC)
- Association des pilotes de ligne, internationale-Conseil canadien (ALPA)
- Association des syndicalistes à la retraite du Canada (ASRC)
- Association unie des compagnons et apprentis de l'industrie de la plomberie et de la tuyauterie des États-Unis et du Canada (AU)
- Fédération canadienne des syndicats d'infirmières et d’infirmiers (FCSII)
- Fédération des enseignantes et enseignants de la Colombie-Britannique (FECB)
- Fédération des enseignantes et enseignants des écoles secondaires de l'Ontario (FEESO)
- Fédération des enseignantes et des enseignants de l’élémentaire de l’Ontario (FEEO)
- Fédération internationale des ingénieurs et techniciens (FIIT)
- Fédération des musiciens des États-Unis et du Canada (FMEC)
- Fédération des ouvriers des chantiers navals de la Colombie-Britannique (FOCCB)
- Fraternité internationale des chaudronniers, constructeurs de navires en fer, forgerons, forgeurs et aides (FIC)
- Fraternité internationale des ouvriers en électricité (FIOE)
- FMEC/Fédération canadienne des musiciens
- FTQ-Construction
- L'Institut professionnel de la fonction publique du Canada (IPFPC)
- Guilde canadienne des réalisateurs (DGC)
- Mineurs unis d'Amérique (MUA)
- Syndicat canadien des employées et employés professionnels et de bureau (SEPB)
- Syndicat canadien de la fonction publique (SCFP)
- Syndicat canadien des travailleurs agricoles (SCTA)
- Syndicat des communications d’Amérique | CANADA (CWA|SCA Canada)
- Syndicat international du débardage et des entrepôts Canada (SIDE)
- Syndicat international des employées et employés professionnels et de bureau (SIEPB)
- Syndicat international des graveurs et matriceurs de l'Amérique du Nord (SIGMAN)
- Syndicat International des Marins Canadiens (SIMC)
- Syndicat international des peintres et métiers connexes (SIPMC)
- Syndicat international des travailleurs et travailleuses de la boulangerie, de la confiserie, du tabac et la meunerie (SITBCTM)
- Syndicat international des travailleurs et travailleuses unis de l'alimentation et du commerce (TUAC)
- Syndicat international des travailleurs unis de l'automobile, de l'aérospatiale et de l'outillage agricole d'Amérique (TUA)
- Syndicat international des travailleurs unis de la métallurgie, du papier et de la foresterie, du caoutchouc, de la fabrication, de l’énergie, des services et industries connexes (Métallos)
- Syndicat national de l’Association canadienne des professeures et professeurs d’université (SNACPPU)
- Syndicat national des employées et employés généraux et du secteur public (SNEGSP)
- Syndicat des travailleurs et travailleuses des postes (STTP)
- Syndicat uni du transport (SUT)
- Teamsters Canada
- Union internationale des briqueteurs et métiers connexes (BAC)
- Union internationale des employés des services (UIES)
- Union internationale des journaliers d'Amérique du Nord (UIJAN)
- Union internationale des opérateurs-ingénieurs (UIOI)
- Union internationale des travailleurs du verre, mouleurs, poterie, plastique et autres (VMP)
- UNITE HERE!